# Rhinophylla pumilio
Rhinophylla pumilio is een zoogdier uit de familie van de bladneusvleermuizen van de Nieuwe Wereld (Phyllostomidae). De wetenschappelijke naam van de soort werd voor het eerst geldig gepubliceerd door Peters in 1865.

## Voorkomen
De soort komt voor in Colombia, Ecuador, Peru en van Bolivia tot de Guyana's en het oosten van Brazilië.